# Nippononychus
Nippononychus is een geslacht van hooiwagens uit de familie Paranonychidae.
De wetenschappelijke naam Nippononychus is voor het eerst geldig gepubliceerd door Suzuki in 1975.

## Soorten
Nippononychus is monotypisch en omvat slechts de volgende soort:
- Nippononychus japonica